# Fellner Simon
Fellner Simon (Buda, 1846. január 23. – Budapest, 1884. február 9.) vasúti felügyelő.

## Élete
Atyja tehetős molnármester volt, ki fiát kereskedelmi intézetbe adta. A Heller-, Becker- és Röser-féle intézet tanfolyamait végezte. Atyja tehetséges fiában méltó utódot látott virágzó üzlete vezetésére; ily célból utazásra kelt Fellner, s beutazta Németországot, Franciaország egy részét és meglátogatta Párizst. Utazása, mely hat évig tartott, 1869-ben ért véget. Visszatérve, anyjának ösztönzésére lisztkereskedést vezetett, de csak rövid ideig; mert már 1870-ben a tiszavidéki vasút szolgálatába lépett, honnét 1871 novemberében előnyösebb állásba, a magyar királyi államvasutakhoz lépett át; itt fokozatosan előléptetve felügyelői rangot nyert. 1881-ben a közmunka s közlekedési miniszterium újjászervezésekor, Fellnert a miniszterium tarifaosztályába hívták meg. Akkor azon helyes s eredményben sikeres szándék vezérelte az intéző köröket, hogy az állami befolyást a közgazdaság és a társadalmi érdekek szempontjából intenzivebben érvényesítsék. Fellner lelkes munkása lett ez iránynak. Túlfeszített munkásságának alkalmasint része van abban, hogy java férfikorában elhunyt. Hivatalos teendőin kívül egyetlen ambíciója volt a hazai vasutak tarifa-ügyeinek vizsgálása elvi szempontok alapján.

## Munkái
A vasúti tarifák reformálásának kérdéséhez. Bpest, 1884. (Különnyomat a Nemzetgazdasági Szemléből.)
Cikkei: A magyar vasutak tarifái az osztrák vasuti tarifa-enquęte IX. csoportjának tárgyalásaira és javaslataira. Hajózási vállalataink tarifális viszonyai, különös tekintettel az első cs. kir. szab. dunagőzhajózási társulatra (Vasuti és Közlekedési Közlöny 1883.)